# FORTA
FORTA (Federación de Organismos de Radio y Televisión Autonómicos) è un'associazione fondata il 5 aprile 1989 e composta da dodici enti pubblici radiotelevisivi delle comunità autonome della Spagna.
In Spagna, su un totale di diciassette comunità autonome, tredici dispongono di un proprio ente radiotelevisivo pubblico mentre le rimanenti quattro si affidano ad enti privati.

## Enti radiotelevisivi membri

### Attuali
| Comunità autonoma   | Ente radio-televisivo                             | Sigle   | Membri                                                                 | Fondazione |
| ------------------- | ------------------------------------------------- | ------- | ---------------------------------------------------------------------- | ---------- |
| Paesi Baschi        | Euskal Irrati Telebista                           | EITB    | Euskadi Irratia Euskal Telebista                                       | 1982       |
| Catalogna           | Corporació Catalana de Mitjans Audiovisuals       | CCMA    | Catalunya Ràdio Televisió de Catalunya                                 | 1983       |
| Galizia             | Compañía de Radio Televisión de Galicia           | CRTVG   | Radio Galega Televisión de Galicia                                     | 1984       |
| Comunità Valenciana | Corporació Valenciana de Mitjans de Comunicació   | CMVC    | À Punt FM À Punt                                                       | 2016       |
| Andalusia           | Radio y Televisión de Andalucía                   | RTVA    | Canal Sur Radio Canal Sur Televisión Andalucía TV                      | 1988       |
| Madrid              | Radio Televisión Madrid                           | RTVM    | Onda Madrid Telemadrid                                                 | 1989       |
| Canarie             | Radio Televisión Canaria                          | RTVC    | Canarias Radio Televisión Canaria                                      | 1999       |
| Castiglia-La Mancia | Castilla-La Mancha Media                          | CMM     | CMM Radio CMM TV                                                       | 2000       |
| Baleari             | Ens Public de Radiotelevisió de les Illes Balears | EPRTVIB | IB3 Ràdio IB3 Televisió                                                | 2005       |
| Aragona             | Corporación Aragonesa de Radio y Televisión       | CARTV   | Aragón Radio Aragón TV                                                 | 2005       |
| Asturie             | Radiotelevisión del Principado de Asturias        | RTPA    | Radio del Principado de Asturias Televisión del Principado de Asturias | 2005       |
| Murcia              | Radio Televisión de la Región de Murcia           | RTRM    | Onda Regional de Murcia 7 Región de Murcia                             | 2006       |

### Del passato
| Comunità autonoma   | Ente radio-televisivo     | Sigle | Membri                  | Fondazione     | Chiusura         |
| ------------------- | ------------------------- | ----- | ----------------------- | -------------- | ---------------- |
| Comunità Valenciana | Radiotelevisió Valenciana | RTVV  | Ràdio Nou Nou Televisió | 9 ottobre 1989 | 29 novembre 2013 |

## Enti radiotelevisivi che non fanno parte di FORTA

### Enti pubblici
| Comunità autonoma | Ente radio-televisivo                         | Sigle | Membri                                             | Fondazione |
| ----------------- | --------------------------------------------- | ----- | -------------------------------------------------- | ---------- |
| Melilla           | Televisión Melilla                            | TVM   | Televisión Melilla                                 | 1994       |
| Ceuta             | Radio Televisión de Ceuta                     | RTVCE | Radio Televisión Ceuta (TV) Radio Pública de Ceuta | 2000       |
| Estremadura       | Corporación Extremeña de Medios Audiovisuales | CEXMA | Canal Extremadura TV Canal Extremadura Radio       | 2000       |

### Enti privati
| Comunità autonoma | Ente radio-televisivo                         | Sigle  | Membri             | Fondazione |
| ----------------- | --------------------------------------------- | ------ | ------------------ | ---------- |
| La Rioja          | Rioja Televisión                              | TVR    | Rioja Televisión   | 1998       |
| Castiglia e León  | Radio y Televisión Castilla y León            | RTVCyL | CyL7 CyL8          | 2009       |
| Navarra           | Editora Independiente de Medios de Navarra SA | NATV   | Navarra Televisión | 2012       |
| Cantabria         | Televisión Popular de Cantabria               | TPC    | Popular TV         | 2014       |